# Sulphur Mountain
Sulphur Mountain är ett berg i Kanada.   Det ligger i provinsen Alberta, i den centrala delen av landet, 3 000 km väster om huvudstaden Ottawa. Toppen på Sulphur Mountain är 2 451 meter över havet, eller 729 meter över den omgivande terrängen. Bredden vid basen är 9,3 km.
Terrängen runt Sulphur Mountain är bergig söderut, men norrut är den kuperad. Närmaste större samhälle är Banff, 4,8 km norr om Sulphur Mountain. 
I omgivningarna runt Sulphur Mountain växer i huvudsak barrskog. Trakten runt Sulphur Mountain är nära nog obefolkad, med mindre än två invånare per kvadratkilometer.